# DM i cykelcross 2016
Danmarksmesterskaberne i cykelcross 2016 var den 47. udgave af DM i cykelcross. Mesterskabet fandt sted 10. januar 2016 på en 2,45 km lang rundstrækning på Møllebakken i centrum af Kalundborg. Det var første gang at aldersgrupperne var helt opdelte, og rytterne måtte derfor ikke deltage i rækker over deres egen aldersklasse, selvom de kunne have niveauet til det. Derfor kunne U23-rytterne ikke deltage i elite DM, hvis de allerede havde kørt U23-løbet ved samme stævne. Årsagen hertil var blandt andet, at både U23-rytterne og eliterytterne dermed kunne hente flest mulige UCI-point. Få uger før løbene fik én rytter dispensation fra den regel, og 18-årige Simon Andreassen fik tilladelse til at deltage i herrernes eliteløb.
Hos elite-kvinderne vandt 16-årige Caroline Bohé, efter hun overspurtede klubkammerat Malene Degn på opløbsstrækningen. I herrerækken vandt Simon Andreassen.

## Resultater
| Event        | Guld                     | Sølv                         | Bronze                |
| ------------ | ------------------------ | ---------------------------- | --------------------- |
| Herrer       |                          |                              |                       |
| Herrer elite | Simon Andreassen         | Kenneth Hansen               | Klaus Nielsen         |
| U23 Herrer   | Sebastian Fini           | Anders Bregnhøj              | Jonas Lindberg        |
| Herrejunior  | Christian Duus Storgaard | Carl Erik Schoulgin Sørensen | Niklas Letholm Patino |
| Damer        |                          |                              |                       |
| Damer elite  | Caroline Bohé            | Malene Degn                  | Margriet Kloppenburg  |